# Власово-Буртовка
Власово-Буртовка — хутор в Куйбышевском районе Ростовской области.
Входит в состав Кринично-Лугского сельского поселения.

## Население
| 2010 |
| ---- |
| 45   |

По данным переписи 1926 года по Северо-Кавказскому краю, на хуторе числилось 92 хозяйства и 522 жителя (264 мужчины и 258 женщин), из которых все 522 — украинцы.

## Улицы
- ул. Горная,
- ул. Степная.